# Manoir de la Roche-Thibault
Le manoir de la Roche-Thibault est un manoir situé à Jarzé, en France.

## Localisation
Le manoir est situé dans le département français de Maine-et-Loire, sur la commune de Jarzé.

## Historique
L'édifice est inscrit au titre des monuments historiques en 1978.